# Ар-Равда (Баніяс)
Ар-Равда (араб. الروضة) — місто в Сирії. Знаходиться в провінції Тартус, у районі Баніяс. Є центром однойменної нохії. Розташоване за 15 км на південь від Баніяса та за 20 км на північ від Тартуса.
| Сирія | Це незавершена стаття з географії Сирії. Ви можете допомогти проєкту, виправивши або дописавши її. |